# SN 1999ah
SN 1999ah – supernowa nieznanego typu odkryta 13 lutego 1999 roku w galaktyce A120937-0618. W momencie odkrycia miała maksymalną jasność 20,80m.